# Шенгелия, Александр Леванович
Александр Леванович Шенгелия (род. 2 августа 1948 года, Тбилиси, РСФСР, СССР) — советский и российский скульптор. Академик РАХ (2022; член-корреспондент 2011).

## Биография
Родился 2 августа 1948 года в Тбилиси, живёт и работает в Москве.
Обучался в Тбилисской академия художеств, затем перевелся и окончил в 1975 году Московский художественный институт имени В. И. Сурикова, мастерская Л. Е. Кербеля.
С 1976 года — член Союза молодых художников, с 1977 года — член Союза художников СССР, Московского союза художников.
С 1965 по 1995 годы — преподаватель изобразительного искусства в Студии изобразительного искусства в Доме кино Москвы.
В 2011 году — избран членом-корреспондентом Российской академии художеств от Отделения скульптуры.
Являлся членом правления комиссии по детскому эстетическому воспитанию при Союзе художников СССР; членом комиссии по детскому эстетическому воспитанию при Доме дружбы СССР; членом правления союза советских обществ дружбы (ССОД) СССР-Колумбия.
С 2001 по 2012 годы — президент, а с 2012 года — вице-президент РОО «Всестилевое боевое многоборье».

## Творческая деятельность
Основные проекты и произведения
- «Антивоенная демонстрация» гипс, роспись 5,5×3,4 м. (Национальный культурный центр г. Казань. 1986 г.)
- «Не дадим врагу топтать землю русскую» триптих, гипс тонированный1,6х1,5х0,5 м. (собственность Российской академии художеств. 1980 г.)
- «Воин пахарь» конный памятник богатырю. Белый цемент с мраморной крошкой (Воронежская обл. Ольховлогский совхоз. 1985 г.)
- Серия мемориальных досок для пароходов «Алексей Сурков», «Алексей Ватченко», «Михаил Шолохов» (1985-87гг.)
- «Леонардо до Винчи» (бюст) бронза. (художественный музей г. Курган. 1976 г.)
- «Мексиканская революция» шамот.(собственность Государственной Третьяковской галереи. 1982 г.)
- «Два мастера» (Феофан Грек Андрей Рублев) (частная коллекция г. Вашингтон. 1990 г.)
- «Портрет Чернышевского», бронза, 50 см. (музей г. Читы)
- «Портрет президента Панамы генерала Торрихоса». гипс тонированный.(дар семье президента Торрихоса. 1983 г.)
- «Карта Москвы» — интерьер гостиницы «Орленок» 55 м². бронза литье, алюминий выколотка (1980 г.)

Произведения находятся в собраниях музеев Кургана, Читы, Комсомольска-на-Амуре, а также в галереях и частных коллекциях России и зарубежных стран.
Участник художественных выставкок с 1976 года.